# 緑町 (西東京市)
緑町（みどりちょう）は、東京都西東京市の町域。

現行行政地名は緑町一丁目から緑町三丁目。

郵便番号は188-0002。

## 地理
西東京市の中部。

東京都道・埼玉県道4号東京所沢線（青梅街道・所沢街道）の北側、東京都道112号ひばりケ丘停車場線 (谷戸新道)の西側に位置する。
東京大学大学院農学生命科学研究科附属生態調和農学機構敷地が存在する。
東から時計回りに西東京市北原町、西東京市西原町、西東京市ひばりが丘、西東京市谷戸町、に隣接する。

### 河川
以下の廃河川の源流が存在した。
- 新川

## 小・中学校の学区
市立小・中学校に通う場合、学区は以下の通りである。

2025年4月現在
| 丁目   | 街区    | 小学校       |
| ------ | ------- | ------------ |
| 一丁目 | 1番     | 谷戸小学校   |
| 一丁目 | 2〜8番  | 田無小学校   |
| 二丁目 | 1〜2番  | けやき小学校 |
| 二丁目 | 3〜21番 | 谷戸小学校   |
| 三丁目 | 全域    | 谷戸小学校   |

| 町名   | 街区    | 中学校           |
| ------ | ------- | ---------------- |
| 一丁目 | 1番     | ひばりが丘中学校 |
| 一丁目 | 2〜8番  | 田無第三中学校   |
| 二丁目 | 1〜2番  | 田無第三中学校   |
| 二丁目 | 3〜21番 | ひばりが丘中学校 |
| 三丁目 | 全域    | ひばりが丘中学校 |

## 歴史
- 2001年（平成13年）1月21日 - 田無市と保谷市の合併により、西東京市南町となる。

## 交通

### 鉄道
| 隣接地域で利用可能駅       | バス利用で利用可能駅                                                            |
| -------------------------- | ------------------------------------------------------------------------------- |
| 西武新宿線 - 田無駅(SS 17) | 西武池袋線 - ひばりヶ丘駅(SI 13) JR中央線 西武多摩川線 - 武蔵境駅(JC 13)(SW 01) |

### バス
- 西武バス滝山営業所西原車庫が存在。

…周辺の路線を運行している。
所沢街道、六角地蔵通り、緑町病院通りを走るバスが利用対象となる。
上宿住宅・六角地蔵尊・緑町二丁目・ひばりヶ丘団地西口のバス停が存在。
田無駅経由武蔵境駅行き・ひばりヶ丘駅行きのバスが運行されている。

### 道路
- 東京都道・埼玉県道4号東京所沢線 - （青梅街道・所沢街道・新所沢街道）
- 東京都道112号ひばりケ丘停車場線 - (谷戸新道)

## 施設

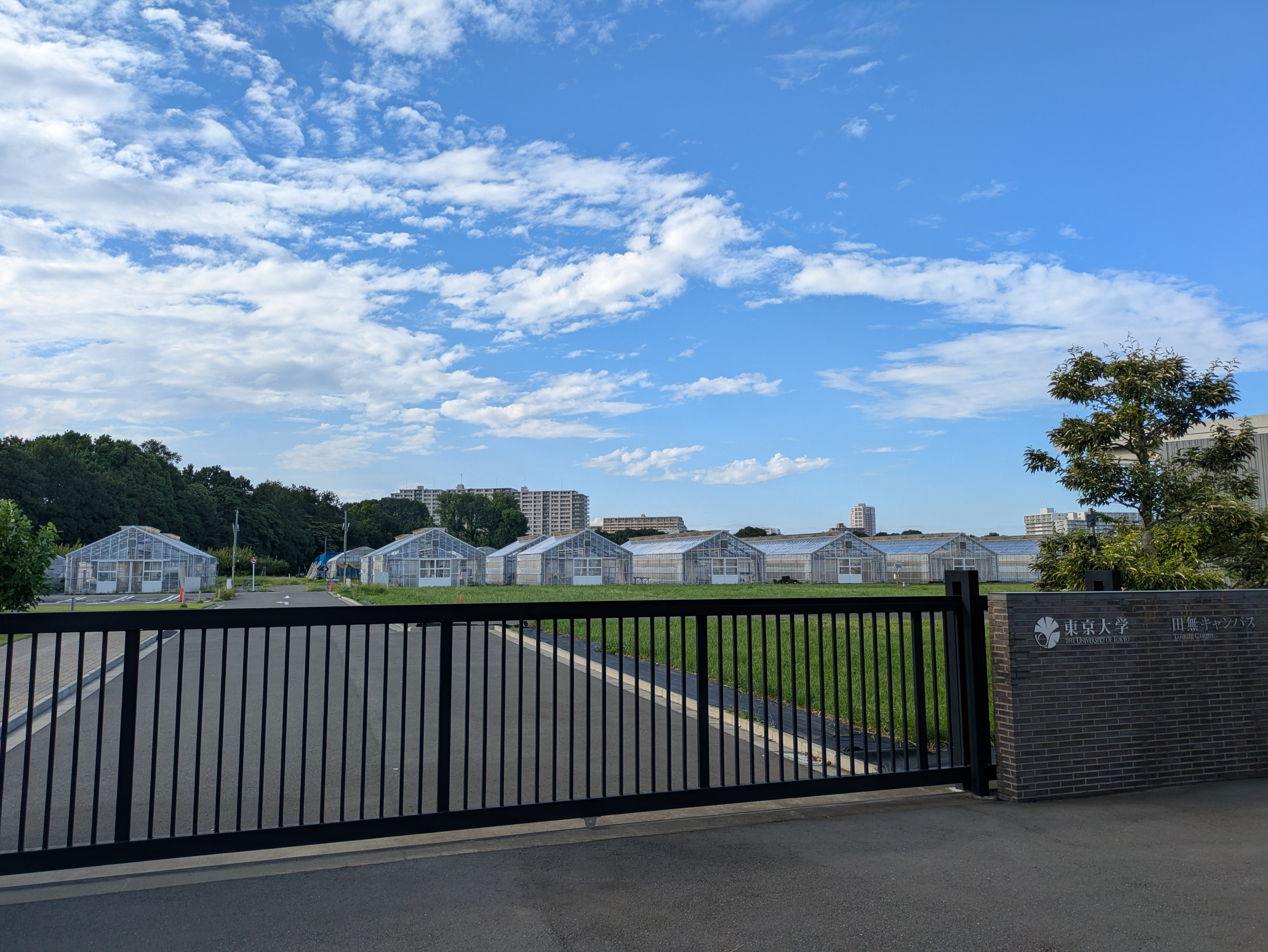
東京大学田無キャンパス

### 緑町一丁目
東京大学大学院農学生命科学研究科附属生態調和農学機構

### 緑町三丁目
西東京市いこいの森公園